# Euphyia propinqua
Euphyia propinqua är en fjärilsart som beskrevs av Turner 1936. Euphyia propinqua ingår i släktet Euphyia och familjen mätare. Inga underarter finns listade i Catalogue of Life.